# Hendrik Elingsz van Rijgersma
Hendrik Elingsz van Rijgersma (født 5. januar 1835 i Lemmer, Friesland i Nederlandene, død 4. marts 1877 i St. Martin) var en hollandsk naturforsker, læge, amatørbotaniker, malacolog og ichyolog. Han blev læge i 1858 og praktiserede medicin i den lille by Jisp og på øen Marken. I 1861 giftede han sig med Maria Henriette Gräfing; de fik syv børn.

## Liv og gerning
Da slaveriet blev afskaffet i de hollandske kolonier i 1863, var han en af seks læger, der blev udnævnt til at yde medicinsk pleje til de frigjorte slaver på øen St. Martin i De Nederlandske Antiller, hvor han tjente som regeringslæge indtil hans utrættelige død ved 42 års alder. Han indsamlede mange fossiler, planter, fugle, krybdyr, fisk, bløddyr, krebsdyr og insekter.
Hendrik van Rijgersma var en fremragende maler og overlod til eftertiden mange, for det meste upublicerede, tegninger, skitser og vandfarvebilleder af planter, skaller og andre emner.
Hans dyresamlinger blev sendt af ham til Academy of Natural Sciences i Philadelphia, hvoraf han var et korresponderende medlem. Planterne, han sendte til Berlin herbarium, blev ødelagt. Der er tilsyneladende også planter, han indsamlede i Nederlandenes Nationale Herbarium i Leyden. I Naturhistoriska riksmuseet i Sverige er der 129 planter indsamlede af van Rijgersma, hvoraf 74 har illustrationer.